# William Hyde Wollaston
William Hyde Wollaston (6. srpna 1766 East Dereham – 22. prosince 1828 Chislehurst) byl britský astronom, chemik a fyzik, který je znám svým objevem prvků palladia a rhodia. Rozvinul také postup získávání platiny z rudy. Při zkoumání slunečního spektra objevil tmavé Fraunhoferovy čáry. Je autorem zařízení nazvaného camera lucida, které umožňuje přesné kreslení tvarů předmětů.
Byl po něm nazván křemičitý minerál wollastonit, měsíční kráter Wollaston a jezero Wollaston v Saskatchewanu.
Geological Society of London uděluje vědcům za mimořádný přínos ve všech oborech geologie Wollastonovu medaili.